# Сушкевич, Валерий Михайлович
Валерий Михайлович Сушкевич (укр. Валерій Михайлович Сушкевич; род. 14 июня 1954, Тараща, Киевская область) — украинский политический и общественный деятель, Народный депутат Украины, Герой Украины (2008). Президент Национального комитета спорта инвалидов Украины.
Инвалид I группы, передвигается на коляске.

## Биография
Родился 14 июня 1954 года в г. Тараща Киевской области.

### Образование
Окончил Днепропетровский государственный университет, механико-математический факультет (1971—1976) по специальности «Прикладная математика», математик-программист; аспирант Днепропетровского государственного университета.

### Семья
- Украинец.
- Отец — Михаил Сергеевич (1928—2008).
- Мать — Екатерина Владимировна (род. 1926).
- Жена — Юлия Николаевна (род. 1978).
- Дети — сыновья Александр (род. 1978) и Михаил (род. 2006), дочь Наталья (род. 1980)[1].

### Деятельность
- Сентябрь 1974 — май 1975 — слесарь Днепропетровского металлозавода.
- Ноябрь 1978 — июль 1980 — старший инженер Днепропетровского отдела Тульского филиала Государственного специального конструкторско-технологического бюро автоматизированных систем управления Министерства тракторного и сельскохозяйственного машиностроения.
- Июль — декабрь 1980 — старший инженер Днепропетровского филиала Павлодарского проектно-конструкторского технологического института автоматизации и механизации сборных механизмов Министерства тракторного и сельскохозяйственного машиностроения.
- Декабрь 1980 — март 1990 — старший инженер-программист вычислительного центра производственного экспериментального трикотажного объединения «Днепрянка».
- Март 1990 — июнь 1992 — председатель Днепропетровской ассоциации физкультуры и спорта инвалидов «Оптимист»; председатель Днепропетровской областной федерации физкультуры и спорта инвалидов, город Днепропетровск.
- Июнь 1992 — май 1998 — ведущий специалист отдела социальной защиты населения Днепропетровской областной государственной администрации.
- Депутат Днепропетровского областного совета народных депутатов (1990—1994).
- Сопредседатель Всеукраинской организации инвалидов «Союз организаций инвалидов Украины» (1990—1994).
- Вице-президент Национального комитета спорта инвалидов Украины (1994—1996); президент Национального комитета спорта инвалидов Украины (Национального Паралимпийского комитета Украины) (с 1996).
- Президент Украинской федерации спорта инвалидов с нарушением опорно-двигательного аппарата (1994—2000).
- Председатель Всеукраинского общественного социально-политического объединения «Национальная Ассамблея инвалидов Украины» (с 2001).[2]
- Член Комитета по развитию Европейского Паралимпийского комитета (с октября 1999).
- Советник Премьер-министра Украины на общественных должностях (1996—1997, июль 2000 — май 2001, июнь 2001 — ноябрь 2002, декабрь 2002 — февраль 2005); советник Президента Украины на общественных должностях (2002—2005).
- Председатель Комитета по делам пенсионеров, ветеранов и инвалидов (26 декабря 2007 — 12 декабря 2012, 25 декабря 2012 —  27 ноября 2014).
- Уполномоченный Президента Украины по правам людей с инвалидностью (с 3 декабря 2014).
- 1 ноября 2018 года включён в санкционный список России[3].

### Партийность
Член партии ВО «Батькивщина» (январь 2000— 2001). Был членом политисполкома партии «Новая политика» (с июля 2001), членом ПППУ (2001–2005). Снова член партии ВО «Батькивщина» (с 2005).
Автор законов Украины: «О гуманитарной помощи», «О внесении изменений в некоторые законы Украины по вопросам налогообложения общественных организаций инвалидов и их предприятий», «О государственной социальной помощи детям-инвалидам и инвалидам с детства», постановления Верховной Рады Украины «О мерах по улучшению социальной защиты инвалидов» и другие. Соавтор законов: «О поддержке олимпийского, параолимпийского движения и спорта высших достижений в Украине», «О поддержке олимпийского, параолимпийского движения и спорта высших достижений в Украине», «Об общеобязательном государственном пенсионном страховании», проекте закона Украины «О продовольственных банках» и многие другие.

## Уполномоченный по правам людей с инвалидностью
3 декабря 2014 года Валерий Сушкевич назначен уполномоченным Президента Украины по правам людей с инвалидностью сразу после введения этой должности 1 декабря 2014 года, которая предусматривает надзор за введением ратифицированной Украиной Конвенции ООН о правах людей с инвалидностью. 23 мая 2019 года переназначен на должность новоизбранным Президентом Владимиром Зеленским.

## Награды и звания
- Звание Герой Украины (с вручением ордена Державы, 13 октября 2008 — за выдающиеся личные заслуги в развитии паралимпийского и дефлимпийского движения на Украине, реализации государственных программ реабилитации инвалидов, многолетнюю активную общественно-политическую деятельность)[7].
- Награждён орденом Ордени «За заслуги» III (ноябрь 2000)[8], II (март 2002)[9] и I (октябрь 2004) степеней[10], а также орденом князя Ярослава Мудрого V степени (апрель 2006)[11], IV степени (17 сентября 2012 года)[12], III степени (4 октября 2016 года)[13] и II степени (16 сентября 2021 года)[14].
- Заслуженный работник физической культуры и спорта Украины (1998) за весомый личный вклад в развитие физической культуры и спорта[15].
- Почётная грамота Кабинета Министров Украины (июнь 2004).